# Meine Seel erhebt den Herren, BWV 10

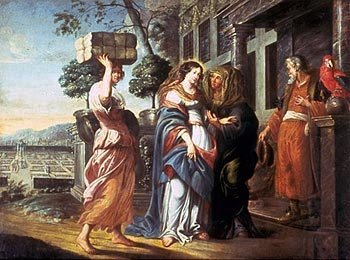
Representacio pictorica de la "Visitació de la Verge Maria".

Meine Seel erhebt den Herren, literalment la meva ànima glorifica el Senyor, BWV 10 és una cantata religiosa de Johann Sebastian Bach, estrenada a Leipzig el 2 de juliol de 1724, per a la festa de la Visitació.

## Origen i context
La litúrgia luterana celebrava amb tota solemnitat tres festes de la Mare de Déu, a més de la Visitació, les altres dues eren la Purificació i l'Anunciació. Aquesta cantata pertany al cicle de cantates corals i, com és habitual és d'autor anònim, però no s'inspira en un himne protestant, com passa sovint, sinó que ho fa en un passatge de la Bíblia, conegut en la tradició llatina com a Magnificat. A l'evangeli del dia (Lluc 1, 46-55) hi ha el passatge que narra la trobada de Maria amb la seva cosina Isabel; del text se'n conserven literalment els versicles 1 i 2 (primer número), 8 (número 5), 10 i 11 (últim número), la resta de números de la cantata parafrasegen els altres versicles.

## Anàlisi
Escrita per a soprano, contralt, tenor, baix i cor; trompeta, dos oboès, corda i baix continu. Consta de set moviments:
1. Cor:  Meine Seel erhebt den Herren  (La meva ànima glorifica el Senyor)
2. Ària (soprano):  Herr, der du stark und mächtig bist  (Senyor! tu que ets fort i poderós)
3. Recitatiu (tenor):  Des Höchsten Güt und Treu  (La bondat i fidelitat de l'Altíssim)
4. Ària (baix):  Gewaltige stößt Gott vom Stuhl  (Déu destrona els poderosos)
5. Ària (duet de contralt i tenor):  Er denket der Barmherzigkeit  (Ell pensa en la misericòrdia)
6. Recitatiu (tenor):  Was Gott den Vätern alter Zeiten  (Allò que Déu, en altre temps)
7. Coral:  Lob und Preis sei Gott dem Vater und dem Sohn  (Glòria i lloança a Déu Pare i al Fill)

La cantata comença amb una breu simfonia instrumental, que en el compàs número 13 enllaça amb l'entrada del cor; la melodia principal la porten inicialment les veus de soprano i després les de contralt, mentre que les altres veus segueixen el material aportat prèviament pels instruments, en conjunt s'assoleix un desenvolupament polifònic molt ampli. La primera ària per a soprano, transcorre en un concertant barroc ben típic, entre la corda i els oboès. El recitatiu, número 3, de tenor, destaca la paraula Gewalt, poder o força, i clou amb un final airoso. L'ària següent, recorre al baix per reflectir millor la potencia i el poder, amb la participació del continu; seguint el sentit del text, el baix arriba al punt més profund de la seva tessitura en una nota llarga en cantar Schwefelpfuhl (el mar sulfurós). En el duet número 5, el continu introdueix un tema, que el tenor i contralt desenvolupen en imitació i els oboès i la trompeta entonen el tema coral que protagonitza la cantata. El recitatiu de tenor, número 6, inicialment secco té un acompanyament dramàtic de la corda en mencionar la promesa d'Abraham i el naixement del Salvador. El coral final canta el Gloria Patri en la versió alemanya. Té una durada aproximada de vint-i-tres minuts.

## Discografia
- J.S. Bach: Das Kantatenwerk. Sacred Cantatas Vol. 1. Gustav Leonhardt, King's College Choir Cambridge, David Wilcocks (director del cor), Leonhardt Consort, Paul Esswood, Kurt Equiluz, Max van Egmond. (Teldec), 1970.
- J.S. Bach: The complete live recordings from the Bach Cantata Pilgrimage. CD 28: Basilique Saint-Denis, París; 2 i 3 de juliol de 2000. John Eliot Gardiner, Monteverdi Choir, English Baroque Soloists, Lisa Larsson, Daniel Taylor, James Gilchrist, Stephen Varcoe. (Soli Deo Gloria), 2013.
- J.S. Bach: Complete Cantatas Vol. 21 . Ton Koopman, Amsterdam Baroque Orchestra & Choir, Sybilla Rubens, Annette Market, Christoph Prégardien, Klaus Mertens. (Challenge Classics), 2007.
- J. S. Bach: Die Bach Kantate Vol. 17. Helmuth Rilling, Gächinger Kantorei, Württembergisches Kammerorchester Helibron, Arleen Augér, Margit Neubaer, Aldo Baldin, Wolfgang Schöne. (Hänssler), 1979.
- J.S. Bach: Cantatas Vol. 23. Masaaki Suzuki, Bach Collegium Japan, Yukari Nonoshita, Matthew White, Makoto Sakurada, Peter Kooy. (BIS), 2007.
- J.S. Bach: Cantatas for the Complete Liturgical Year Vol. 7. Sigiswald Kuijken, La Petite Bande, Sin Thombil, Peta Noskaiova, Marcus, Ullmann, Jan van der Crabben. (Accent), 2007.